# Merkur (speelgoed)

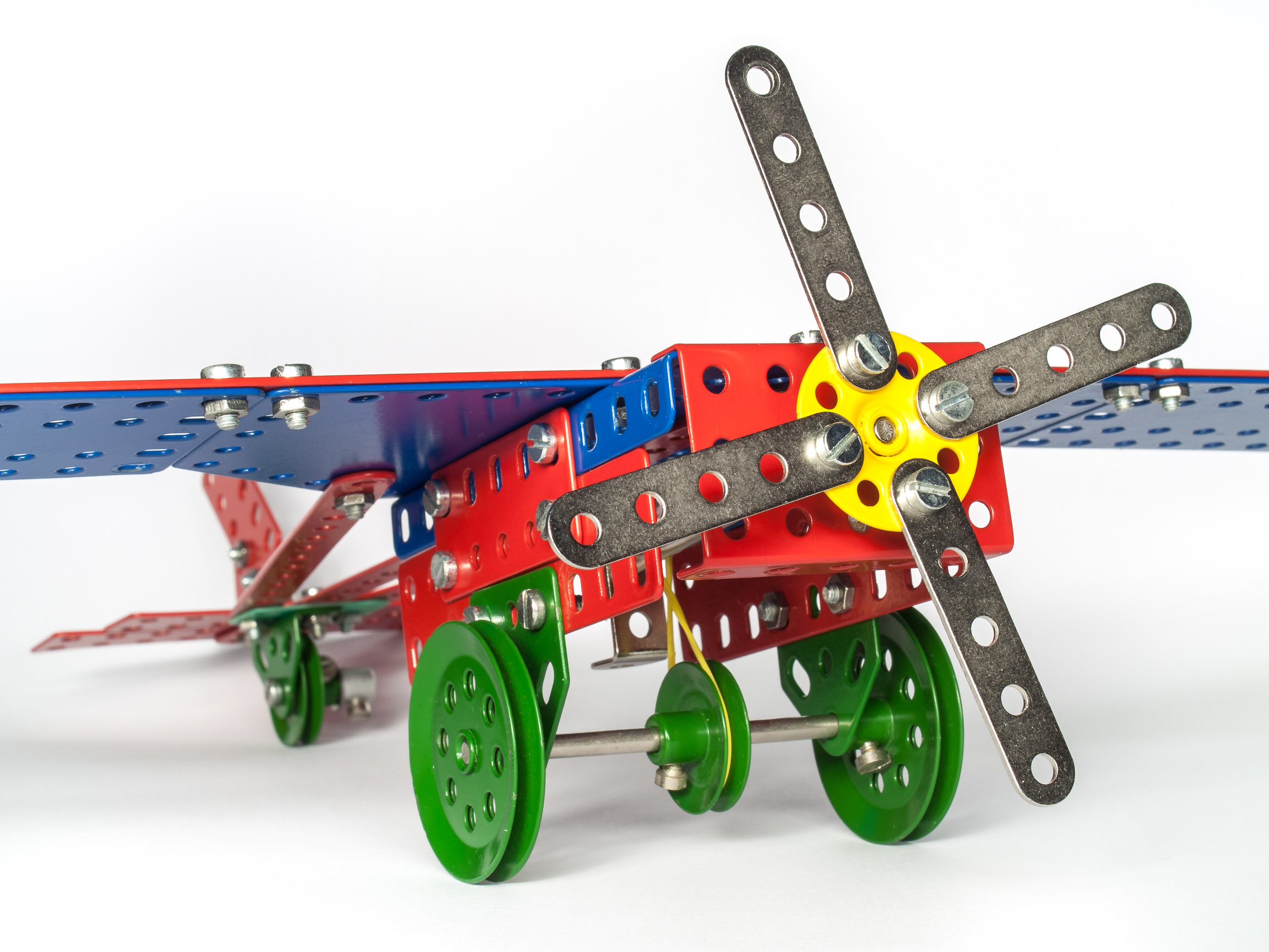
Een vliegtuigje gebouwd met een constructieset van Merkur.

Merkur is montagespeelgoed van het gelijknamige merk Merkur en is vergelijkbaar met Meccano. De Merkur producten werden ook Constructo of Build-O genoemd, TECC
Vergelijkbare producenten van montagespeelgoed Erector/Meccano zijn gebaseerd op imperiaal of specifieke maten. Merkur gebruikt het metrisch systeem, waar gaten voor bevestiging op een raster van 1 x 1 cm zitten en schroeven M3,5 gebruikt worden.
Het merk ontstond in 1920, in 1940 bij het begin van Wereldoorlog II werd de productie gestopt en daarna hervat in 1947. Het bedrijf werd genationaliseerd in 1953 door de communistische staat van Tsjecho-Slowakije Het merk werd, tijdens de communistische periode gemaakt en verdeeld in heel Europa. Na de val van het communisme in 1989 privatiseerde enkele oud werknemers het bedrijf, maar gingen failliet in 1993. Later kocht Jaromír Křížovi († 17 februari 2022)  het bedrijf en redde na 3 jaar het bekende Tsjechische speelgoed.
De Merkur fabriek en museum bevinden zich in Police nad Metují, Tsjechische Republiek.